# 정준원 (농구 선수)
정준원(1989년 1월 5일 ~ )은 한국 프로 농구 안양 정관장 레드부스터스 소속 농구 선수이다. 포지션은 포워드이다.
2012년 KBL 신인 드래프트에서 전체 14순위로 인천 전자랜드 엘리펀츠에 지명되었다. 이후 한정원과 1:1로 트레이드 되어 서울 SK 나이츠로 이적한 후, 2017년 자유계약 선수 신분으로 창원 LG 세이커스로 팀을 옮겼으나, 3년 뒤인 2020년 다시 자유계약선수 신분으로 원주 DB 프로미로 이적하였다.

## 학력
- 서초초등학교
- 배재중학교
- 배재고등학교
- 연세대학교

## 경력
- 2012년 : 인천 전자랜드 엘리펀츠 입단 (2라운드 4순위)
- 2012년 ~ 2017년 : 서울 SK 나이츠
- 2017년 ~ 2020년 : 창원 LG 세이커스
- 2020년 ~ : 원주 DB 프로미